# ویتکرفت (کنتاکی)
ویتکرفت (به انگلیسی: Wheatcroft) شهری در ایالت کنتاکی کشور ایالات متحده آمریکا است که جمعیت آن در سرشماری سال ۲۰۱۰ میلادی، ۱۶۰ نفر بوده‌است.